# 야마하 YZF-R7
야마하 YZF-R7(영어: Yamaha YZF-R7)은 야마하 발동기에서 1999년에 생산했던 모터사이클이다.